# Železniční koridor

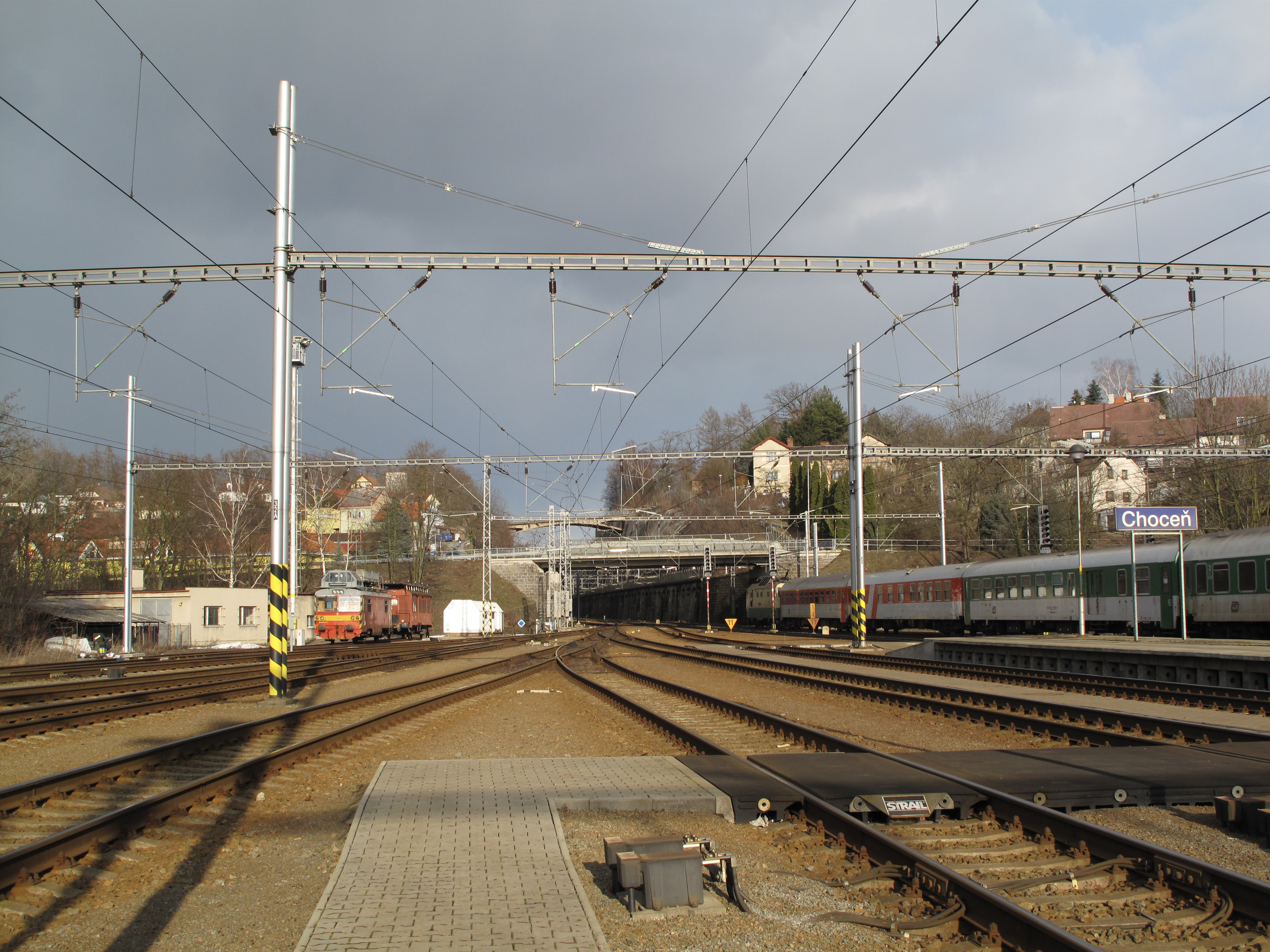
Modernizovaná stanice v Chocni

Tranzitní železniční koridor  (někdy zjednodušeně jen koridor nebo železniční koridor nebo tranzitní koridor; zkratka TŽK) je označení pro hlavní, modernizovanou železniční trať  obvykle s rychlostí 160 km/h určenou především k příměstské, dálkové a tranzitní osobní i nákladní dopravě.  Aby bylo možno trať označit za koridor,  musí být obehnána protihlukovými stěnami a nesmí mít elektromechanické zabezpečovací zařízení → Někdy se slovem koridor označuje i peážní trať.

## Železniční koridory vEvropě
Hlavní článek: Panevropské koridory

## Železniční koridory vČeské republice

### Přehled koridorů
- I. tranzitní koridor: Německo – Děčín st.hr. – Praha-Holešovice – Pardubice – Brno – Břeclav st.hr. – Slovensko
- II. tranzitní koridor: Polsko – Petrovice u Karviné st.hr. – Ostrava – Přerov – Břeclav st.hr. – Rakousko
- III. tranzitní koridor: Slovensko – Mosty u Jablunkova st.hr. – Ostrava – Přerov – Praha – Plzeň – Cheb st.hr. – Německo
- IV. tranzitní koridor: Německo – Děčín st.hr. – Praha – České Budějovice – Horní Dvořiště st.hr. – Rakousko

Pátý tranzitní koridor v uvažované trase Praha – Lysá nad Labem – Mladá Boleslav – Liberec je v současnosti pouze ve fázi úvah.
Koridor v trase Praha – Lysá nad Labem – Velký Osek – Hradec Králové — Týniště nad Orlicí – Choceň bývá někdy označován jako šestý tranzitní koridor.[zdroj?] Má ulehčit prvnímu koridoru na frekventovaném úseku Praha–Kolín–Pardubice–Choceň.

### Parametry
V České republice je většina rychlostních železničních koridorů stavěna či plánována na následující parametry:
- elektrifikovaná 1–3kolejná trať
- moderní elektronické traťové zabezpečovací zařízení s automatickým blokem, umožňující použití dálkového řízení dopravy
- maximální traťová rychlost 160 km/h (nelze dosáhnout po celé délce)
- peronizované stanice s mimoúrovňovými přechody
- minimální počet úrovňových křížení se silnicemi (přejezdů)

Splnění nebo přiblížení se k těmto parametrům vyžaduje mnoho traťových přeložek – rozšíření poloměrů směrových (i výškových) oblouků či nové tunely.
Do stavby koridorů se nepočítá potřebná návazná úprava trati v některých městech.[zdroj?]

### Historie
Výstavba železničních koridorů byla považována v 90. letech za prioritní akci dopravní politiky České republiky. Snahou bylo povýšit desítky let zanedbávanou železniční přepravu na hlavních tazích na úroveň moderní, časově i cenově konkurenceschopnou formu jízdy. V rámci výstavby koridorů se rozlišují dva způsoby stavby:
- modernizace, tj. zásadní přestavba trati včetně změny jejího vedení v terénu
- optimalizace, tj. přestavba bez změny vedení trati v terénu

Na začátku 21. století začalo narůstat zpoždění ve stavbě koridorů, docházelo k navyšování původně plánovaných nákladů, navíc se postupně priority výstavby přesouvaly k dálničním stavbám, do kterých byl z SFDI investován čím dál tím větší podíl. Snaha o ušetření prostředků mělo za následek, že několik původně plánovaných modernizací se změnilo v lokalitách s členitějším terénem na časově i finančně výhodnější optimalizace (příkladem může být úsek Choceň – Ústí nad Orlicí a většina úseku Svitavy – Brno). Uvedené změny tak nevedly ke zkrácení, pro dálkovou dopravu, nevyhovujících jízdních časů. Např. v úseku Blansko – Brno se traťová rychlost na již dokončeném koridoru pohybuje ve většině trasy jen mezi 70 a 80 km/h.

### Současnost
I. koridor byl po 11 letech výstavby dokončen v říjnu 2004. II. koridor, který se začal stavět v září 1997, byl dokončen v červnu 2004. Na III. koridoru byl zatím dokončen úsek (mimo souběh s jinými koridory) Cheb – Beroun, ve výstavbě jsou úseky Český Těšín – Bystřice nad Olší a Bystřice nad Olší – Mosty u Jablunkova st. hr. SR. Na IV. koridoru byly zatím dokončeny úseky (mimo souběh s jinými koridory) Praha Hostivař – Votice a Tábor – Doubí u Tábora, v současnosti (srpen 2013) se staví v úseku Sudoměřice u Tábora – Tábor, Veselí nad Lužnicí – Horusice a Nemanice – České Budějovice. Časový horizont pro dokončení III. a IV. koridoru byl posunut z roku 2010 nejprve na rok 2012 a posléze v roce 2005 dokonce na rok 2016, ani tento termín se však zřejmě nepodaří dodržet.
Do staveb koridorů nejsou zahrnuty velké železniční uzly. Jejich finančně nákladná přestavba se připravuje a realizuje odděleně s časovým odstupem. Přesto se již podařilo dokončit modernizaci uzlů Děčín, Choceň, Bohumín, Ústí nad Labem a Kolín. V současné době probíhá rekonstrukce železničních uzlů Praha (velké množství dílčích staveb), Plzeň, Břeclav, Ústí nad Orlicí a Přerov.
Přestože koridory v některých úsecích neumožnily zásadní zvýšení rychlosti přepravy, zlepšily stavební stav tratí, zvýšily počet protihlukových zdí a někde přispěly ke zvýšení kapacity a bezpečnosti tratí. Navíc díky provozu naklápěcích jednotek řady 680 (Pendolino) je možné i v pomalejších úsecích s menšími poloměry oblouků zvýšit traťovou rychlost, a tak v současném jízdním řádu je jízdní doba mezi Prahou a Brnem 2 hodiny a 30 minut, mezi Prahou a Ostravou 2 hodiny a 53 minut. (Pro srovnání, jízdní doba expresního autobusu Praha–Brno je běžně 2 hodiny a 30 minut a Praha–Ostrava 5 hodin a 30 minut.) Po dokončení připravovaných úseků by se mělo podařit zkrátit jízdní časy ještě nejméně o 5–10 minut.

### Vysokorychlostní tratě
Rychlejší přepravu než koridory v rámci celé Evropy, srovnatelnou s leteckou přepravou, zajišťují  vysokorychlostní tratě. Jejich výstavba v České republice je nyní pouze ve fázi předběžných plánů, měly by být ovšem stavěny nejméně na rychlost 250 km/h (uvažuje se až o 360 km/h, například mezi Prahou a Brnem). Vysokorychlostní tratě vyžadují zejména extrémně velké poloměry směrových oblouků (více než 4 km), takže není možné je stavět ve trasách z 19. století.